# Aoko Matsuda
Aoko Matsuda (jap. 松田青子 Matsuda Aoko; ur. 1979 w prefekturze Hyōgo) – japońska pisarka i tłumaczka.

## Życiorys
Urodziła się w 1979 roku w prefekturze Hyōgo. Ukończyła filologię angielską na Uniwersytecie Doshisha. Zadebiutowała w 2007 roku. Jej pierwszy zbiór opowiadań Układ(a)ne został nominowany do nagrody im. Yukio Mishimy oraz nagrody Noma w kategorii debiutów literackich (2013). Jej opowiadania ukazały się m.in. w magazynach literackich „Granta” i „Monkey Business”. W 2019 roku angielskie tłumaczenie jej opowiadania The Woman Dies otrzymało nominację do nagrody Shirley Jackson Award. Dwa lata później jej zbiór opowiadań zdobył nagrodę World Fantasy Award.
Matsuda przełożyła z języka angielskiego na japoński prace m.in. Karen Russell i Carmen Marii Machado.
Po polsku ukazał się dotychczas zbiór opowiadań Układ(a)ne w przekładzie Agaty Bice (wydawnictwo Tajfuny, 2020).